# فرازیاب
فرازیاب، ارتفاع‌سنج یا آلتیمتر (به انگلیسی: Altimeter) وسیله‌ای است که برای اندازه‌گیری فرازا (ارتفاع) یک شیء نسبت به یک سطح معین به‌کار می‌رود. اندازه‌گیری ارتفاع، «ارتفاع‌سنجی» (آلتیمتری) نامیده می‌شود که در تضاد با واژهٔ «باتیمتری» (ژرفاسنجی)، که به‌معنای اندازه‌گیری عمق زیر آب است، مطرح می‌شود.

## تجهیزات هوایی

### آلتیمتر فشار

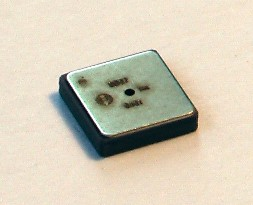
سنسور فشار بارومتریک دیجیتال برای اندازه‌گیری ارتفاع در کاربردهای الکترونیکیِ مصرف‌کنندگان

آلتیمترِ فشار (که آلتیمترِ بارومتریک نیز نامیده می‌شود)، نوعی از فشارسنج است که در بیشتر هواپیماها به‌کار برده می‌شود. در ساختمان این نوع از آلتیمتر، از یک بارومتر آنروئید که فشار اتمسفریک از یک نقطهٔ ثابت خارج از هواپیما را اندازه می‌گیرد، استفاده شده‌است و نحوهٔ کار بر این اصل استوار است که فشار هوا با افزایش ارتفاع ــ تقریباً ۱۰۰ هکتوپاسکال در هر ۸۰۰ متر که معادل ۱ اینچ جیوه به‌ازای هر ۱۰۰۰ فوت نزدیک سطح دریاست ــ کاهش می‌یابد.
دستگاه ارتفاع‌سنج به گونه‌ای کالیبره می‌شود که فشار را مستقیماً به‌صورت ارتفاع بالای سطح متوسط دریا نشان می‌دهد که در تطابق با یک مدل ریاضی است که توسط ISA (اتمسفر استاندارد بین‌المللی) تعریف شده‌است.

#### اساس کار
اساس کار آلتیمتر فشار بر این اصل استوار است که فشار یک ستون هوا با تغییرات ارتفاع به‌طور مشخصی عوض می‌شود. رابطهٔ ریاضی‌ای که آن‌ها را به هم مرتبط می‌کند عبارت است از:
{\displaystyle z=(RT/gM).loge(po/p)}
که در آن:
Z اختلاف ارتفاع بین ارتفاع اولیه و ارتفاع اندازه‌گیری‌شده،

R ثابت گازها،

T دمای هوا برحسب درجهٔ کلوین،

g شتاب گرانش،

M جرم مولکولی،

Po فشار اتمسفریک در ارتفاع اولیه،

P فشار اتمسفریک در ارتفاع اندازه‌گیری‌شده
هستند. در آلتیمترهای الکترونیکی این رابطه بر روی یک تراشه (چیپ) پیاده‌سازی شده‌است.
این دستگاه تنها به تغییرات فشار پاسخ می‌دهد و برای تبدیل فشار به ارتفاع لازم است که بقیهٔ متغیرها در این رابطه ثابت فرض شوند. اما در واقعیت چنین نیست و این مسئله ممکن است باعث ایجاد خطا شود.

#### ارتفاع‌سنج‌های حساس
در هواپیماهای قدیمی‌تر، از یک بارومتر آنروئید ساده استفاده می‌شد که در آن عقربه در کمتر از یک دور چرخش، مقدار صفر تا تمام مقیاس را دربرمی‌گرفت. اما امروزه در هواپیماهای مدرن، نوعی از ارتفاع‌سنج به نام «آلتیمتر (ارتفاع‌سنج) حساس» به‌کار گرفته می‌شود که عقربهٔ اصلیِ آن می‌تواند چرخش‌های متعددی انجام دهد. یک یا چند عقربهٔ فرعیِ موجود نیز، مشابه یک صفحهٔ ساعت عقربه‌ای، تعداد چرخش‌ها را مشخص می‌کنند. به عبارت دیگر، هر عقربه یکی از ارقام ارتفاع اندازه‌گیری‌شده را نشان می‌دهد.

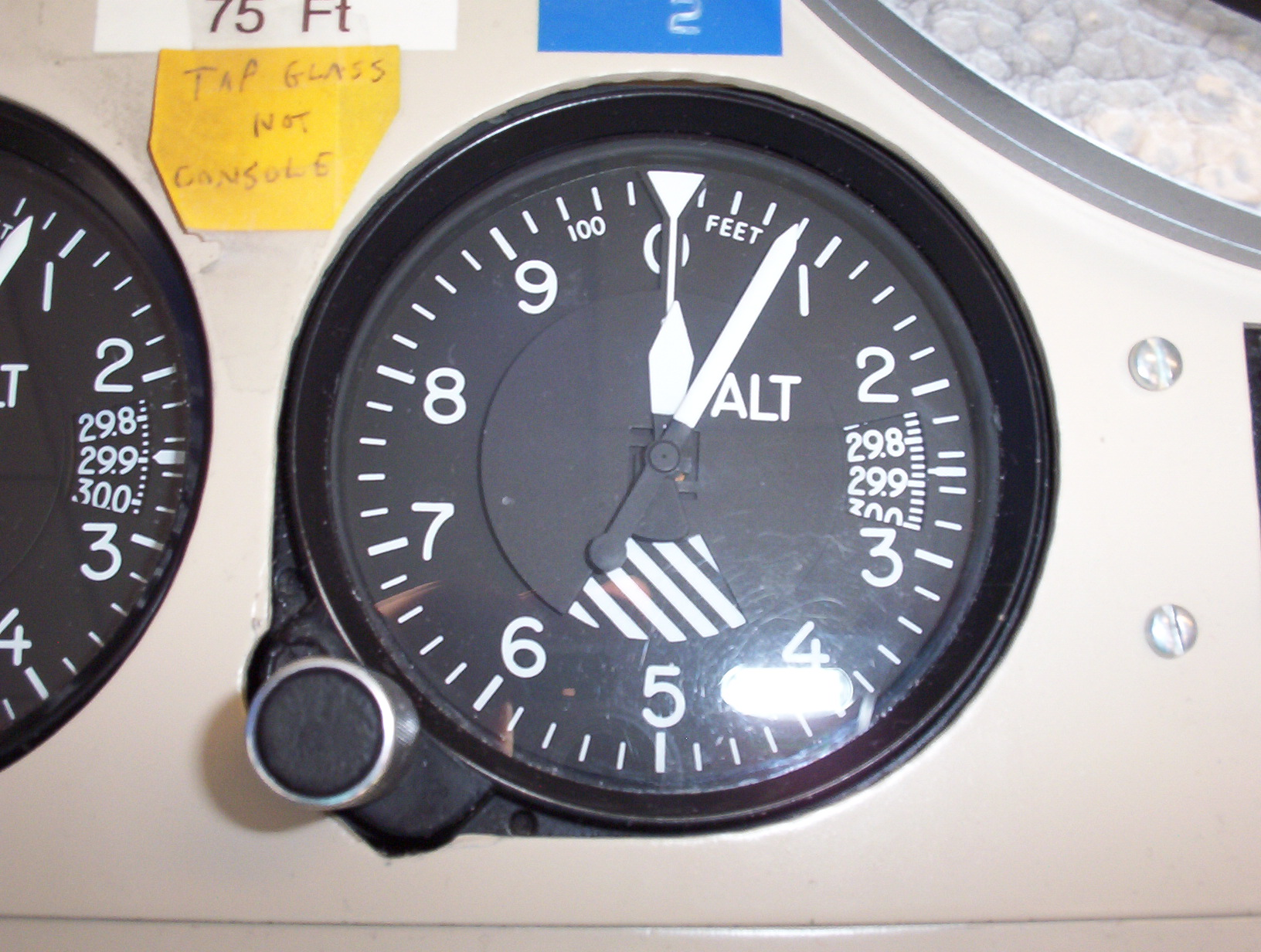
Kollsman-type آلتیمتر بارومتریک استفاده‌شده در آمریکای شمالی ارتفاع ۸۰ فوت را نمایش می‌دهد.

در آلتیمترهای حساس، فشار سطح دریای مرجع توسط یک دکمه قابل تنظیم است. این فشار مرجع که در آمریکا و کانادا بر حسب «اینچ جیوه» و در سایر کشورها بر حسب «هکتوپاسکال (میلی بار)» است، بر روی پنجرهٔ کلزمن قابل مشاهده‌است. (پنجرهٔ تنظیمات در آلتیمترهای حساس هواپیماها به افتخار پل کلزمن، مخترع آمریکایی بارومتر و ابزارهای پرواز در هواپیماها، پنجرهٔ کلزمن نامیده شده‌است) در دیاگرام اجزای داخلی آلتیمتر حساس، پنجره کلزمن قابل مشاهده‌است.
اهمیت وجود دکمهٔ تنظیم فشار مرجع به این خاطر است که این فشار، با تغییر دما و حرکت سیستم فشار زمین، تغییر می‌کند.
در اصطلاحات فنی پرواز، فشار محلی یا منطقه‌ای در سطح دریا QNH و فشاری که آلتیمتر را کالیبره می‌کند تا ارتفاع بالای زمین را در یک منطقهٔ هوایی نشان داده شده مشخص کند، QFE منطقه نامیده می‌شود. با این وجود، یک آلتیمتر نمی‌تواند به ازای تغییرات دمایی تنظیم شود؛ بنابراین تغییرات دمایی در مدل ISA باعث ایجاد خطا در تعیین ارتفاع خواهد شد.
فرمول کالیبراسیون آلتیمترها تا ارتفاع ۳۶٫۰۹۰ فوت (۱۱۰۰۰ متر) به صورت زیر بیان می‌شود:
{\displaystyle h={\frac {(1-(P/P_{ref})^{0.19026})\times 288.15}{0.00198122}}}
که در آن h ارتفاع برحسب فوت، P فشار استاتیکی و Pref فشار مرجع است که هر دوی این فشارها باید بر حسب واحد یکسان بیان شوند.
این رابطه از فرمول بارومتریک، با استفاده از مقیاس ارتفاع تروپوسفر استخراج شده‌است. فرمول بارومتریک که اتمسفر نمایی یا اتمسفر همدما نیز نامیده می‌شود، رابطه‌ای است که برای مدل کردن فشار تغییرات هوایی با ارتفاع به کار می‌رود.

### آلتیمتر رادار
این نوع از آلتیمتر، ارتفاع را با روش مستقیم تری اندازه‌گیری می‌کند. برای این منظور زمانی که لازم است تا یک سیگنال رادیویی از سطح بازتاب شود و به هواپیما بازگردد، اندازه‌گیری می‌شود.
آلتیمترهای راداری عموماً برای اندازه‌گیری ارتفاع بالای سطح زمین در هنگام فرود در هواپیماهای مسافربری و نظامی استفاده می‌شوند. این نوع از ارتفاع سنج‌ها همچنین بخشی از سیستم هشدار عدم برخورد با زمین را تشکیل می‌دهند که در مواقع لزوم به خلبان اخطار می‌دهد که هواپیما در ارتفاع خیلی پایین در حال حرکت است یا در مسیر حرکت آن تپه‌ای وجود دارد. تکنولوژی رادار همچنین این امکان را فراهم می‌آورد که هواپیماهای جنگنده بتوانند سطح زمین را دنبال کرده و در ارتفاع خیلی پایین پرواز کنند.

### سیستم موقعیت‌یابی جهانی (GPS)
گیرنده‌های GPS با کمک ۴ ماهواره یا بیشتر می‌توانند ارتفاع را از روش Trilateration (سه ضلعی) تخمین بزنند. با این وجود ارتفاع برآورد شده توسط یک GPS مستقل به اندازهٔ کافی دقیق نیست که بتواند جایگزین آلتیمتر فشار در هوانوردی گردد، مگر با استفاده از برخی از روش‌ها برای ارتقا عملکرد آن.

## کاربرد در روش‌های دیگر نقل و انتقال
آلتیمتر می‌تواند به عنوان یک ابزار اختیاری در خودروهایی که اغلب در خارج جاده‌ها تردد می‌کنند، به منظور کمک در جهت‌یابی مورد استفاده قرار گیرد. همچنین برخی از خودروهای دارای کارایی بالا که عموماً تجملاتی هستند نیز این فناوری برخوردار هستند.
کوهنوردان و چتربازها در ارتفاعات زیاد از آلتیمترهای بارومتریک مچی استفاده می‌کنند.
در زیردریایی‌های دیزلی آلتیمتر نصب می‌شود تا خلأ ناشی از بسته شدن هواکش‌ها در هنگام کار دیزل‌ها که باعث مکش هوای زیردریایی می‌شود را نشان دهد.

## اندازه‌گیری فشار هوا
فشار اتمسفریک محلی یا فشار پیرامون بر روی پنجرهٔ کلزمن در آلتیمترهای حساس، زمانی که بر روی ارتفاع صفر تنظیم شده باشد، قابل مشاهده است.

## ماهواره‌ها
تعدادی از ماهواره‌ها از آلتیمترهای رادار دوبانده برای اندازه‌گیری ارتفاع از یک فضاپیما استفاده می‌کنند. این اندازه‌گیری به همراه عناصر مداری (معمولاً تقویت‌شده به‌وسیلهٔ GPS) تعیین مکان زمین را میسر می‌سازد.
دو طول موج متفاوت موج‌های رادیویی ارسال شده به آلتیمتر این امکان را می‌دهد که به صورت خودکار، تاخیرهای متفاوت در یونوسفر را اصلاح کند.
آلیتیمترهای رادار مورد استفاده در فضا ابزارهای فوق‌العاده‌ای برای نقشه‌برداری از توپوگرافی سطح اقیانوس‌ها، تپه‌ها و کف دریاها هستند. این ابزار یک پالس مایکروویو را به سطح اقیانوس می‌فرستد و مدت زمان رفت و برگشت پالس را اندازه‌گیری می‌کند. یک رادیومتر مایکروویو هرگونه تأخیر را که ممکن است بر اثر بخار آب در اتمسفر ایجاد شده باشد تصحیح می‌کند. اصلاحات دیگری نیز برای رفع اثر الکترون‌ها در یونوسفر و تودهٔ هوای خشک در اتمسفر صورت می‌پذیرد.
تلفیق این اطلاعات به‌همراه مکان دقیق فضاپیما این امکان را فراهم می‌آورد که بتوان ارتفاع سطح دریا را با دقت چند سانتی‌متر (در حدود یک اینچ) مشخص نمود. همچنین قدرت و شکل سیگنال دریافت شده اطلاعاتی را در زمینهٔ سرعت باد و ارتفاع امواج اقیانوس در اختیار ما قرار می‌دهد.
این اطلاعات در مدل‌سازی اقیانوس‌ها به منظور محاسبهٔ سرعت و جهت «جریان‌های اقیانوسی» مورد استفاده قرار می‌گیرند و نیز مقدار و مکان ذخیره‌های گرمایی در اقیانوس‌ها که در نهایت به آشکارسازی تغییرات جهانی دما منجر می‌شود، از این طریق قابل محاسبه می‌باشند.